# 3813 Fortov
3813 Fortov este un asteroid din centura principală, descoperit pe 30 august 1970 de Tamara Smirnova.